# 급성 스트레스 장애
급성 스트레스 장애(急性-障碍, acute stress disorder, ASD) 또는 심리적 쇼크(psychological shock)는 생사와 인간의 존엄과 관련된 트라우마(심적외상)을 경험한 다음, 체험을 뚜렷하게 떠올려내는 악몽으로 나타나거나, 그에 따라 과각성 상태가 되거나, 체험에 관한 것을 피하는 경향이 이어지고, 며칠에서 4주일 이내에 자연스럽게 치료되는 일과성 장애를 가리킨다. 보다 장기에 걸쳐 지속되는 경우는 외상 후 스트레스 장애(PTSD)이다.
세계보건기구의 《국제질병분류》 제10판(ICD-10)에서의 진단명은 급성 스트레스 반응이다. 이 반응에 대한 최초의 기술(記述)은 월터 브래드포드 캐넌이 1923년의 저서 《외상성 쇼크》(Traumatic Shock) 속에서 다양한 스트레스에 대한 아드레날린의 긴급반응에 대하여 논한 것이다.
세계보건기구는 치료에 항우울제나 벤조디아제핀계의 항불안제나 수면제를 추천하지 않는다. 특히 벤조디아제핀은 회복을 늦출 가능성이 있다.

## 증상
주된 증상은 다음 3가지이다.
추체험
플래쉬백이라고도 한다. 트라우마의 원인이 된 일이 되풀이되고 뚜렷하게 떠오르거나 악몽을 보거나 하는 증상.
회피
트라우마(심적외상)에 관한 일이나 관련된 것을 피하려고 하는 경향.
과각성
신경이 예민한 상태가 이어지고, 불면 및 불안 따위가 강하게 나타나는 증상.
이 외에 주의가 산만해지기도 한다.
임상증상은 외상 후 스트레스 장애와 기본적으로 같지만, 증상의 지속기간이 1개월 이상인경우에는 외상 후 스트레스 장애로 간주된다.
또한, 급성 스트레스 장애는 두드러진 고통이나 기능장애를 가져오는 등 중증이다.

## 치료
4주간 이내의 단기간 심리요법이 쓰이는 일이 있다.
세계보건기구에 의해 2013년의 가이드라인이 공개되었다. 항우울제의 사용은 추천되지 않는다. 벤조디아제핀계의 항불안제나 수면제는, 외상 체험 이후의 회복을 더디게 할 가능성이 있으며, 따라서 외상 체험으로부터 1개월 이내에는 이러한 약물을 쓰지 않도록 권고받는다. 급성의 외상 스트레스 증상에는, 외상에 초점을 맞춘 인지행동요법이 권장된다.

### 디브리핑
디브리핑(위기상황 스트레스 관리, CJSM)은 前 응급사인 제프리 미첼이 개발한 수법으로, 외상 후 며칠까지 체험에 관하여 캐묻지만, 현재로서는 증상을 악화시켜버린다는 것이 밝혀졌다. 미첼은 디브리핑에 의한 지원요원을 요청한 뒤, 1989년에는 국제참사스트레스관리재단(International Critical Incident Stress Foundation)을 설립했지만, 그 지원이 도움이 되고 있다고 판명되지 않았다. 2000년에 공개된 연구에 따르면, 자동차 사고 피해 후 디브리핑을 받은 사람이 악화되었다고 간주되었고, 이러한 결과가 화재 피해에서도 보고되었다.

## 예후
예후는 양호해서 시간의 경과와 함께 쾌유하는 일이 많다. 하지만 일부는 PTSD로 발전하는 경우가 있기 때문에, 신중한 경과 관찰이 중요하다.

## 참고 문헌
- 세계보건기구 (2013). 《Guidelines for the Management of Conditions Specifically Related to Stress》 (pdf). World Health Organization. ISBN 978-92-4-150540-6. 2014년 1월 19일에 확인함.
- 알렌 프란시스 (2013). 《Essentials of Psychiatric Diagnosis, Revised Edition: Responding to the Challenge of DSM-5®》. ISBN 9781462513482.
- 에단 워터스 (2013). 《Crazy Like Us》. TantorMediaInc. ISBN 9781416587095.

## 같이 보기
- 외상 후 스트레스 장애
- 과각성
- 적응장애